# Paid in Full (film 1919)
Paid in Full è un film muto del 1919 diretto da Émile Chautard.
Il soggetto è tratto da un successo teatrale di Eugene Walter che era stato presentato a Broadway il 25 febbraio 1908. La storia era già stata adattata per lo schermo nel 1914 con il film Paid in Full di Augustus E. Thomas. Ne venne fatto un remake sonoro basato su un soggetto scritto da Austin Parker che conservava del dramma di Walter solo l'idea base della storia. Il film del 1931, dal titolo Honor Among Lovers, fu diretto da Dorothy Arzner.

## Trama
Joe Brooks, un ragioniere, sottrae ripetutamente del denaro al suo datore di lavoro, il capitano Williams, ricco armatore. Emma, la moglie di Brooks, crede che la larghezza di mezzi di cui dispone improvvisamente il marito sia frutto di un aumento di stipendio e non ha sospetti sulla provenienza di quel denaro. Ma Jimsy Smith, un suo fedele ammiratore, scopre i furti di Brooks. Il ragioniere, allora, induce la moglie a recarsi dall'armatore per convincerlo a cancellare il debito. Jimsy si offre di coprire lui i sedicimila dollari rubati, ma Williams rifiuta la sua proposta. Quando arriva Emma, il capitano le propone di diventare la sua amante. Alla risposta sdegnata della donna, Williams accetta di cancellare comunque il debito consegnandole la ricevuta.
Brooks, quando Emma torna a casa con il documento, crede che la moglie lo abbia tradito. Lei gli annuncia che lo sta per lasciare, non potendo più vivergli accanto. L'uomo allora tenta di uccidere la moglie, strangolandola. Il provvidenziale arrivo di Jimsy impedisce l'omicidio. Emma se ne va via con lui. Appena usciti dalla stanza, i due sentono un colpo di pistola: Brooks si è tolto la vita.

## Produzione
Il film fu prodotto dalla Famous Players-Lasky Corporation.

## Distribuzione
Distribuito dalla Famous Players-Lasky Corporation e dalla Paramount Pictures, il film - presentato da Adolph Zukor - uscì nelle sale cinematografiche USA il 23 febbraio 1919.
La pellicola è andata presumibilmente perduta.